# アルフォンソ・キュアロン
アルフォンソ・キュアロン・オロスコ（スペイン語: Alfonso Cuarón Orozco、1961年11月28日 - ）は、メキシコの映画監督。姓は母語のスペイン語読みに近いクアロンとも表記される。

## 略歴
1961年、国際原子力機関の原子物理学者アルフレッド・キュアロンの息子としてメキシコシティに生まれる。弟カルロスも同じく映画監督となり、後に共同でヴェネツィア国際映画祭脚本賞を受賞。三男アルフレッドは生物学者となった。
メキシコ国立自治大学で哲学と映画を学び、以降全作品でタッグを組む盟友エマニュエル・ルベツキと出会い、短編『Vengeance Is Mine』を制作。メキシコのテレビ局に入社し、ディレクターとして南米圏の映画に関わる。
1991年に初の長編映画『最も危険な愛し方』がトロント国際映画祭に出品され、これがシドニー・ポラック監督の目に留まり、TVシリーズ『Fallen Angels』の監督として雇われ1エピソードを担当。米国進出の足がかりとなる。
1995年に初の米国での長編映画となる『リトル・プリンセス』を監督し、ロサンゼルス映画批評家協会賞ニュー・ジェネレーション賞受賞、ルベツキがアカデミー撮影賞ノミネートなど好評を得る。1998年にはチャールズ・ディケンズの小説を原作に、イーサン・ホーク、グウィネス・パルトロウ、ロバート・デ・ニーロを起用した『大いなる遺産』を制作した。
2001年の『天国の口、終りの楽園。』は母国に戻り制作、 2人の若者と人妻の珍道中を描いたロードムービーは、奔放な性描写や開放的なユーモアが評価され、弟カルロスと共にヴェネツィア国際映画祭脚本賞受賞、アカデミー脚本賞ノミネートなど、国際的な評価を獲得した。
2004年には『ハリー・ポッター』シリーズのクリス・コロンバス監督の降板により、スティーヴン・スピルバーグなど多くの候補の中から3作目の『ハリー・ポッターとアズカバンの囚人』の監督に抜擢される。前2作より原作小説の本質を捉えていたと評価され、アカデミー視覚効果賞にノミネート。次作『トゥモロー・ワールド』も6分に及ぶ長回しによる戦闘シーンが話題となり、アカデミー賞3部門にノミネートされた。
映画プロデューサーとしても2つの製作会社を経営し、ギレルモ・デル・トロの『パンズ・ラビリンス』などをプロデュースしている。2007年にはアレハンドロ・ゴンサレス・イニャリトゥ、デル・トロの3人が共同取締役となり、「チャチャチャ・フィルム」を立ち上げ、翌年カルロスを監督に起用して『ルドandクルシ』を制作した。3人は「スリーアミーゴス・オブ・シネマ」と呼ばれている。
2013年、7年ぶりの監督作品『ゼロ・グラビティ』はアカデミー賞10部門にノミネートされ、監督賞をはじめ、撮影賞、視覚効果賞など最多7部門を受賞。米国主要映画賞の監督賞を総なめにした。アカデミー編集賞を共同受賞したマーク・サンガーと共に、監督賞、編集賞を受賞する初のラテンアメリカ人となった。
2015年、息子ホナス・キュアロンの監督映画『ノー・エスケープ 自由への国境』の製作をカルロスと共に務める。また同年の第72回ヴェネツィア国際映画祭の審査員長を務めた。
2018年、1970年代のメキシコの中流家庭を描いた『ROMA/ローマ』でヴェネツィア国際映画祭の最高賞である金獅子賞を受賞。第91回アカデミー賞では、作品賞を筆頭とする最多計10部門にノミネートされ、自身は監督賞と撮影賞を、作品自体は国際長編映画賞を受賞した。
2022年のアリーチェ・ロルヴァケル監督作の短編映画『無垢の瞳』ではプロデューサーとして参加し、アカデミー短編映画賞にノミネートされ、ケネス・ブラナーにつづく2人目の7部門でノミネートされた人物となった。

## フィルモグラフィ

### 映画
| 年   | 題名                                                                        | 役割                         | 備考                            |
| ---- | --------------------------------------------------------------------------- | ---------------------------- | ------------------------------- |
| 1991 | 最も危険な愛し方 Love in the Time of Hysteria                               | 監督・脚本・製作             | 日本劇場未公開                  |
| 1995 | リトル・プリンセス A Little Princess                                        | 監督                         |                                 |
| 1998 | 大いなる遺産 Great Expectations                                             | 監督                         |                                 |
| 2002 | 天国の口、終りの楽園。 Y tu mamá también                                    | 監督・脚本・製作             |                                 |
| 2004 | ハリー・ポッターとアズカバンの囚人 Harry Potter and the Prisoner of Azkaban | 監督                         |                                 |
| 2005 | リチャード・ニクソン暗殺を企てた男 The Assassination of Richard Nixon       | 製作                         |                                 |
| 2006 | タブロイド Crónicas                                                         | 製作                         |                                 |
| 2006 | ダック・シーズン Duck Season                                                | 製作総指揮                   |                                 |
| 2006 | トゥモロー・ワールド Children of Men                                        | 監督・脚本・編集             |                                 |
| 2007 | パリ、ジュテーム Paris, je t'aime                                           | 監督・脚本                   | オムニバス映画 「モンソー公園」 |
| 2007 | パンズ・ラビリンス Pan's Labyrinth                                          | 製作                         |                                 |
| 2010 | ルドandクルシ Rudo y Cursi                                                  | 製作                         |                                 |
| 2013 | ゼロ・グラビティ Gravity                                                    | 監督・脚本・製作・編集       |                                 |
| 2017 | ノー・エスケープ 自由への国境 Desierto                                      | 製作                         |                                 |
| 2018 | ROMA/ローマ Roma                                                            | 監督・脚本・製作・撮影・編集 | Netflixオリジナル映画           |
| 2020 | 魔女がいっぱい The Witches                                                  | 製作                         |                                 |

## 受賞
- アカデミー賞
  - 第86回アカデミー賞 監督賞 編集賞
『ゼロ・グラビティ』
  - 第91回アカデミー賞 監督賞 撮影賞
『ローマ』
- ヴェネツィア国際映画祭
  - 第58回ヴェネツィア国際映画祭 脚本賞
『天国の口、終りの楽園。』
  - 第75回ヴェネツィア国際映画祭 金獅子賞
『ローマ』
- ゴールデングローブ賞
  - 第71回ゴールデングローブ賞 監督賞
『ゼロ・グラビティ』
  - 第76回ゴールデングローブ賞 監督賞
『ローマ』
- 英国アカデミー賞
  - 第67回英国アカデミー賞 監督賞 英国作品賞
『ゼロ・グラビティ』
  - 第72回英国アカデミー賞 監督賞 撮影賞 非英語作品賞
『ローマ』